# Království železnic
Království železnic je především soubor několika modelových kolejišť v měřítku 1:87 (jinak označovaném též „H0“). Pozoruhodná je zejména expozice, nacházející se v -2. podlaží, představující zjednodušený železniční model České republiky. Kolejiště obsahuje modely významných staveb v České republice (například Pražský hrad, Karlštejn či polygon v Mostě) a také několik pohybujících se automobilů. V některých lokomotivách jsou navíc vpředu umístěny kamery a ty přímým přenosem vysílají záběry z jízdy vlaku do kinosálu, jenž se nachází poblíž kolejiště. Na kolejišti se také v pravidelných cyklech střídá období dne a noci.
Celá expozice se rozprostírá na třech podlažích v prostorách obchodního komplexu Anděl City na pražském Smíchově. Vedle vlastního kolejiště je zde ještě instalována stálá výstava z historie železnice na českém území, dále Šípův papírový model Prahy, interaktivní model Prahy, kolejiště z Merkuru či z Lega a také několik menších kolejišť představujících například scény před Sametovou revolucí v Československu. K dispozici pro návštěvníky je bezbariérový přístup, šatna, sociální zařízení a nápojové automaty. 

## Historie modelu
Výstavba kolejiště začala v roce 2008 a 1. července 2009 bylo otevřeno prvních 115 m2 modelu představujících ukázku technologií, jež budou na plánovaném kolejišti použity. První vymodelovanou částí kolejiště byl Ústecký kraj, jehož představení se uskutečnilo 14. ledna 2010. V prosinci téhož roku byl otevřen kraj Karlovarský. Začátkem června 2012 byl otevřen kraj Plzeňský, který na konci dubna 2014 následoval Liberecký.V dalších letech byly přidány scenérie ze Středočeského kraje a Hlavního města Prahy.

## Dominanty krajů
Na kolejišti jsou u jednotlivých krajů vymodelovány jejich dominanty.

### Ústecký kraj

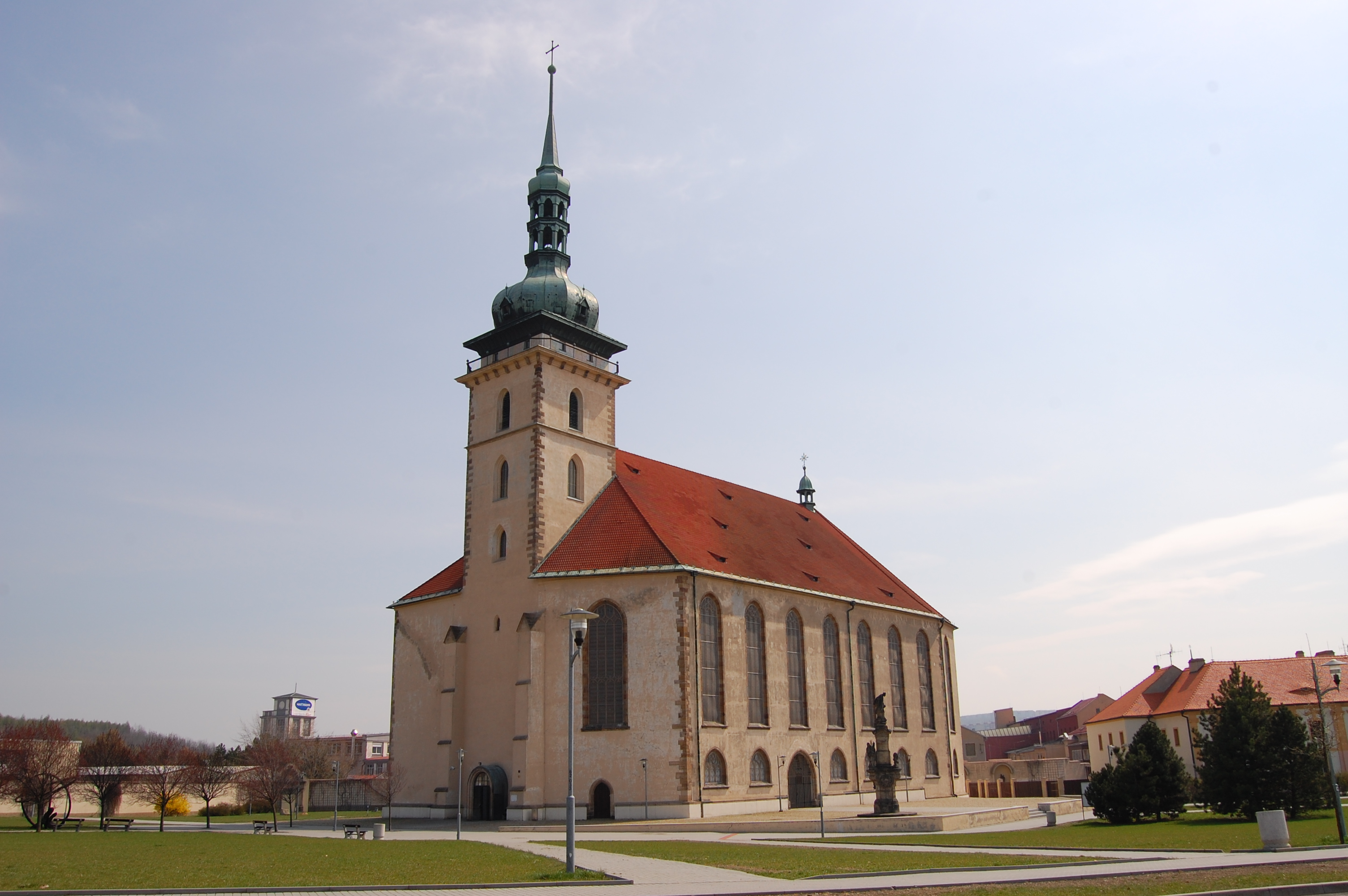
Jednou z dominant Ústeckého kraje je mostecký kostel Nanebevzetí Panny Marie

Seznam dominant Ústeckého kraje:
- Děčín
- Ústí nad Labem
- Most
- hrad Střekov
- jez Střekov
- Pivovar Velké Březno
- Setuza
- Labská vodní cesta
- Přístav Děčín
- Chemopetrol
- Mariánská skála
- Autodrom Most
- Těžba hnědého uhlí
- Kostel Nanebevzetí Panny Marie
- Spolchemie
- Tranzitní železniční koridor

### Karlovarský kraj

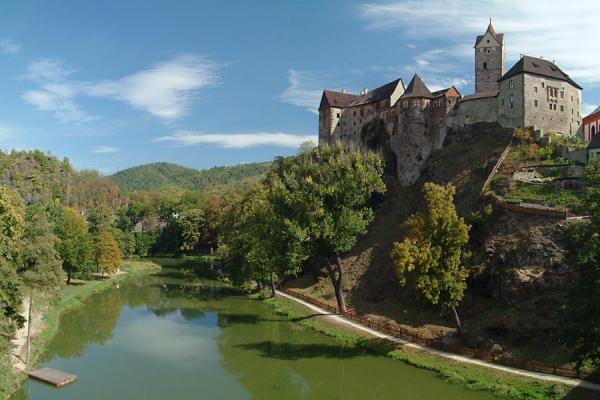
Dominantou Karlovarského kraje je hrad Loket

Seznam dominant Karlovarského kraje:
- Karlovy Vary
- Mariánské Lázně
- Mezinárodní filmový festival Karlovy Vary
- Hotel Thermal
- Ervěnický koridor
- Mattoni
- Karlovarský porcelán
- Becherovka
- Loket
- Tři kříže
- Jelení skok
- Vodní nádrž Jesenice
- Letecká záchranná služba
- Doupov
- Těžba rašeliny

### Plzeňský kraj
Seznam dominant Plzeňského kraje:
- hrad Švihov
- zřícenina hradu Rabí
- Rotunda sv. Petra a Pavla
- zřícenina hradu Radyně

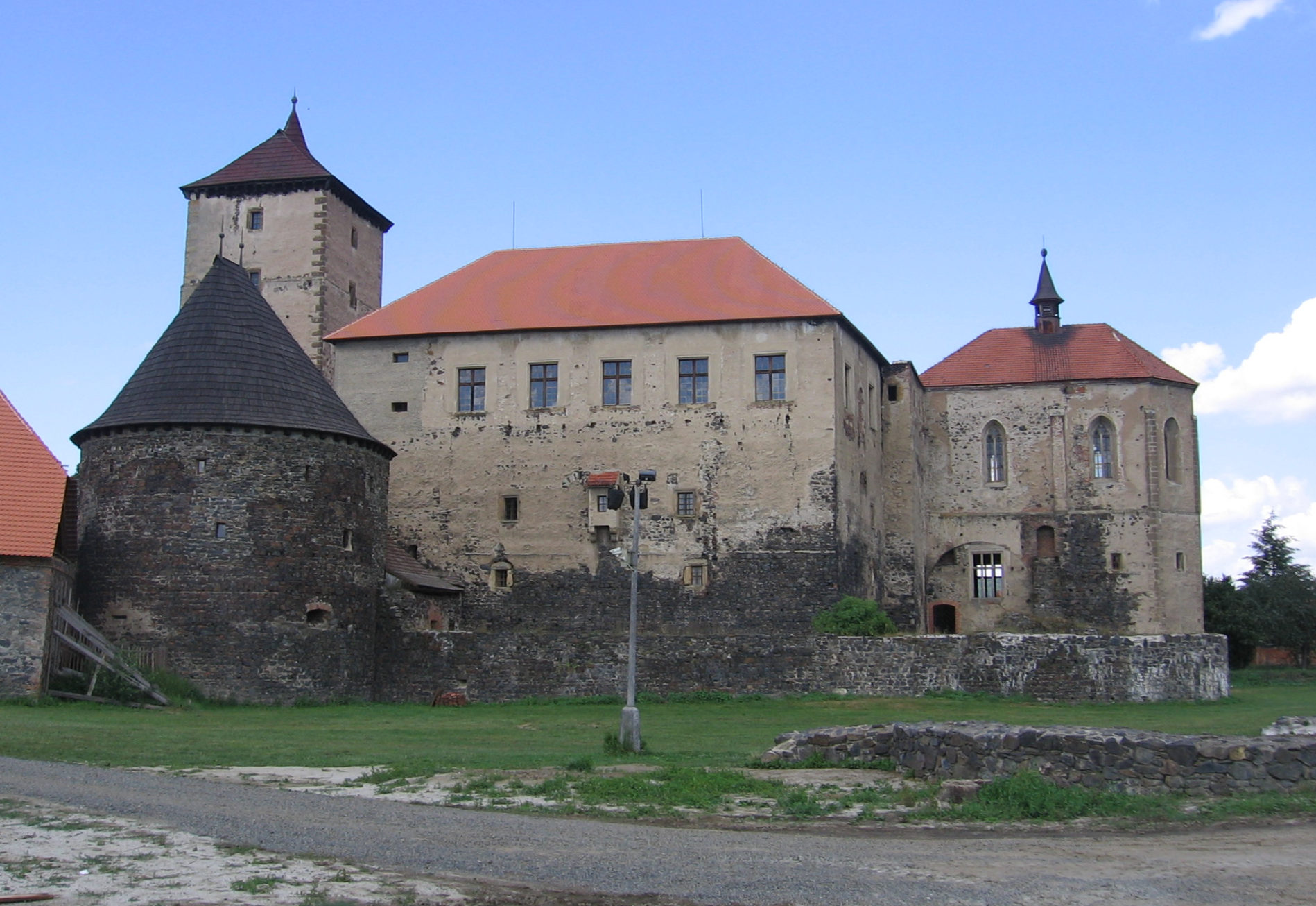
K dominantám Plzeňského kraje se řadí i vodní hrad Švihov

- vyhlídková věž s restaurací Svatobor

### Liberecký kraj
Seznam dominant Libereckého kraje:
- lanovka na Ještěd
- tramvajová linka mezi Jabloncem nad Nisou a Libercem
- pivovar ve Svijanech
- Textilana
- Česká mincovna
- Liberecké automobilové závody – LIAZ
- pískovcové útvary Českého ráje
- přehrada Harcov